# Championnats Banque Nationale de Granby
Championnats Banque Nationale de Granby – kobiecy turniej tenisowy kategorii WTA 250 zaliczany do cyklu WTA Tour, rozgrywany na kortach twardych w Granby w sezonie 2022. W poprzednich sezonach od ponownie od 2023 roku turniej zaliczany do cyklu ITF Women’s World Tennis Tour.
Zmagania odbyły się na obiekcie Tennis St-Luc.

## Mecze finałowe

### Gra pojedyncza kobiet
| Rok  | Zwyciężczyni    | Finalistka    | Wynik    |
| 2022 | Darja Kasatkina | Daria Saville | 6:4, 6:4 |

### Gra podwójna kobiet
| Rok  | Zwyciężczynie                  | Finalistki                        | Wynik          |
| 2022 | Alicia Barnett Olivia Nicholls | Harriet Dart Rosalie van der Hoek | 5:7, 6:3, 10–1 |